# Jan Hendrik van Lynden van Lunenburg

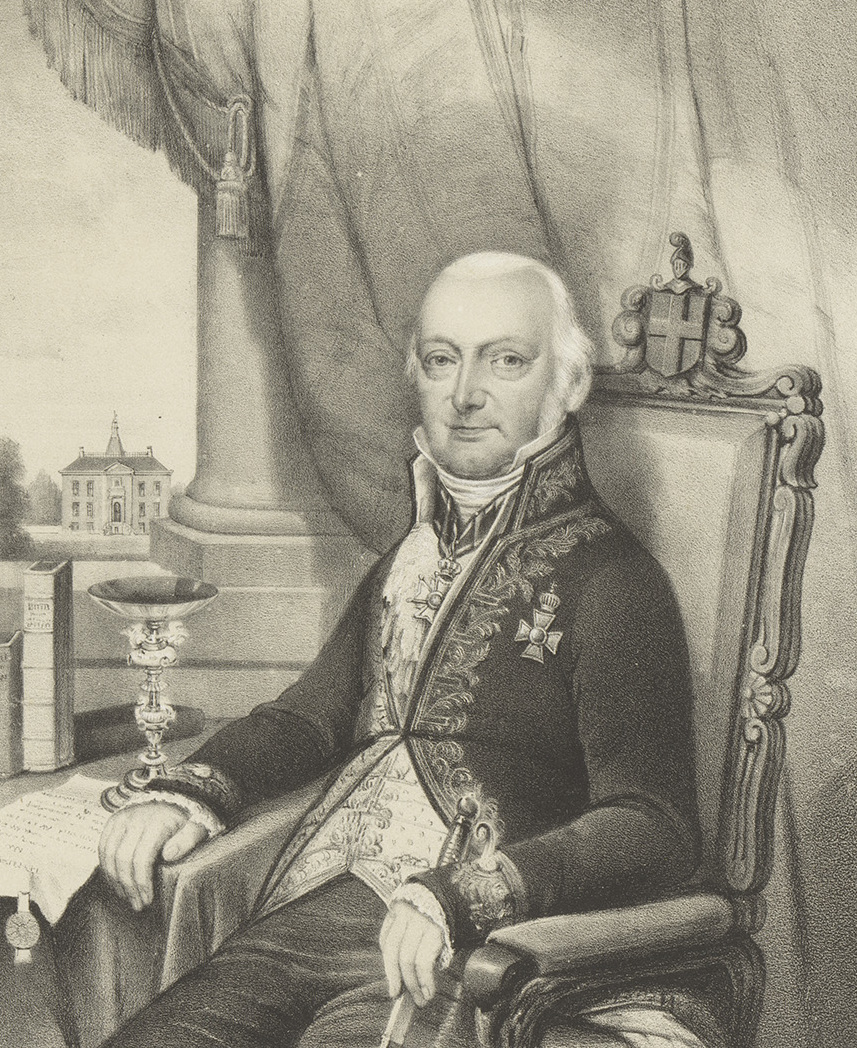
Jan Hendrik van Lynden van Lunenburg

Jan Hendrik van Lynden van Lunenburg (Utrecht, 20 januari 1765 - aldaar, 10 januari 1854), baron de l'Empire, heer van Lunenburg, was een Nederlands jonkheer en orangistisch politicus.
Hij was de zwager van het Kamerlid Johan Frederik Willem van Spaen tot Biljoen en een neef van de Kamerleden Frans Godert van Lynden van Hemmen en Jan Elias Nicolaas van Lynden van Hoevelaken.
Van Lynden van Lunenburg studeerde en promoveerde te Utrecht, werd reeds in april 1788 hoogheemraad van de Lekdijk-Bovendams en weinig dagen later hoofdschout te Wijk bij Duurstede, in de nabijheid waarvan de ridderhofstede Lunenburg ligt. De omwenteling van 1795, met het einde van de Republiek der Zeven Verenigde Nederlanden en het uitroepen van de Bataafse Republiek, ontzette hem van deze ambten.
In 1802 keerde hij terug als lid van departementaal bestuur van Utrecht en, vanaf 1807, landdrost van dit gewest. Onder keizer Napoleon I was hij lid van de Raad voor de Zaken van Holland in Parijs en lid van het Keizerlijk Wetgevend Lichaam voor het Zuiderzeedepartement, ook in Parijs. Hij werd benoemd tot baron de l'Empire.
Na de nederlaag van Napoleon in 1814 kreeg hij de titel jonkheer. Hij behoorde tot de notabelen die over de nieuwe grondwet van het Verenigd Koninkrijk der Nederlanden moesten beslissen. Hierna was hij lid van de Raad van State (1814-1831) en de Eerste Kamer (1831-1849).
Ook was hij lid van de Ridderschap van Utrecht, president van het College van Curatoren van de Hogeschool te Utrecht en dijkgraaf van Lekdijk Bovendams.
- Biografisch Portaal: 08607826
- Digitale Bibliotheek voor de Nederlandse Letteren: lynd002
- International Standard Name Identifier: 0000 0004 2300 0812
- Nederlandse Thesaurus van Auteursnamen: 35481916X
- Parlement.com: vg09lls5snwr
- Virtual International Authority File: 305803040
- WorldCat: E39PBJc7VPmcvTmDrrcdGdbTpP